# Tim Mayer
Timothy „Tim“ Mayer (* 22. Februar 1938 in Dalton, Pennsylvania; † 28. Februar 1964 Longford, Tasmanien, Australien) war ein US-amerikanischer Automobilrennfahrer.

## Karriere
Tim Mayer begann seine Karriere 1959 in der Formel Junior. Nebenbei studierte er auf der renommierten Universität Yale englische Literatur. 1962 ging er in der Automobil-Weltmeisterschaft mit einem werksseitig eingesetzten Cooper T53 an den Start. Beim Großen Preis der USA in Watkins Glen musste Mayer allerdings nach 31 von 100 Runden mit einem Getriebedefekt aufgeben. Es blieb sein einziges Rennen in der Automobil-Weltmeisterschaft. Im folgenden Jahr ging er wieder in der Formel Junior an den Start, diesmal für das Team von Ken Tyrrell, der zu dieser Zeit Rennwagen von Cooper einsetzte. Trotz des unterlegenen Materials und der überlegenen Rennwagen von Brabham und Lotus konnte Mayer gute Resultate herausfahren. Bruce McLaren förderte Mayers Talent und besorgte ihm einen Vertrag für die Automobil-Weltmeisterschaft 1964.
Im Winter 1963/64 fuhr Mayer zusammen mit Bruce McLaren im Cooper in der Tasman-Serie. Auch hier zeigte sich sein Talent und er konnte gute Punkte-Resultate herausfahren. Beim letzten Rennen der Saison verunglückte der Amerikaner tödlich. Nach einem Fahrfehler verlor Mayer die Kontrolle über seinen Wagen. Sein Wagen schlug gegen eine Absperrung, prallte von dort in eine Baumgruppe und Mayer wurde aus dem Cockpit geschleudert. Er starb sechs Tage nach seinem 26. Geburtstag auf dem Weg ins Krankenhaus.
Sein Bruder Teddy Mayer wurde später Teamchef beim Rennteam von McLaren.

## Statistik in der Automobil-Weltmeisterschaft
Diese Statistik umfasst alle Teilnahmen des Fahrers an der Automobil-Weltmeisterschaft, die heutzutage als Formel-1-Weltmeisterschaft bezeichnet wird.

### Gesamtübersicht
| Saison | Team       | Chassis    | Motor         | Rennen | Siege | Zweiter | Dritter | Poles | schn. Rennrunden | Punkte | WM-Pos. |
| ------ | ---------- | ---------- | ------------- | ------ | ----- | ------- | ------- | ----- | ---------------- | ------ | ------- |
| 1962   | Team Lotus | Cooper T53 | Climax 1.5 L4 | 1      | −     | −       | −       | −     | −                | −      | NC      |
| Gesamt | Gesamt     | Gesamt     | Gesamt        | 1      | −     | −       | −       | −     | −                | −      |         |

### Einzelergebnisse
| Saison | 1 | 2 | 3 | 4 | 5 | 6 | 7   | 8 | 9 |
| ------ | - | - | - | - | - | - | --- | - | - |
| 1962   |   |   |   |   |   |   |     |   |   |
|        |   |   |   |   |   |   | DNF |   |   |

| Legende  | Legende            | Legende                                                          |
| Farbe    | Abkürzung          | Bedeutung                                                        |
| -------- | ------------------ | ---------------------------------------------------------------- |
| Gold     | –                  | Sieg                                                             |
| Silber   | –                  | 2. Platz                                                         |
| Bronze   | –                  | 3. Platz                                                         |
| Grün     | –                  | Platzierung in den Punkten                                       |
| Blau     | –                  | Klassifiziert außerhalb der Punkteränge                          |
| Violett  | DNF                | Rennen nicht beendet (did not finish)                            |
| Violett  | NC                 | nicht klassifiziert (not classified)                             |
| Rot      | DNQ                | nicht qualifiziert (did not qualify)                             |
| Rot      | DNPQ               | in Vorqualifikation gescheitert (did not pre-qualify)            |
| Schwarz  | DSQ                | disqualifiziert (disqualified)                                   |
| Weiß     | DNS                | nicht am Start (did not start)                                   |
| Weiß     | WD                 | zurückgezogen (withdrawn)                                        |
| Hellblau | PO                 | nur am Training teilgenommen (practiced only)                    |
| Hellblau | TD                 | Freitags-Testfahrer (test driver)                                |
| ohne     | DNP                | nicht am Training teilgenommen (did not practice)                |
| ohne     | INJ                | verletzt oder krank (injured)                                    |
| ohne     | EX                 | ausgeschlossen (excluded)                                        |
| ohne     | DNA                | nicht erschienen (did not arrive)                                |
| ohne     | C                  | Rennen abgesagt (cancelled)                                      |
| ohne     | keine WM-Teilnahme |                                                                  |
| sonstige | P/fett             | Pole-Position                                                    |
| sonstige | 1/2/3/4/5/6/7/8    | Punktplatzierung im Sprint-/Qualifikationsrennen                 |
| sonstige | SR/kursiv          | Schnellste Rennrunde                                             |
| sonstige | *                  | nicht im Ziel, aufgrund der zurückgelegten Distanz aber gewertet |
| sonstige | ()                 | Streichresultate                                                 |
| sonstige | unterstrichen      | Führender in der Gesamtwertung                                   |